# Яланська сільська рада
Яла́нська сільська рада (рос. Яланский сельский совет) — сільське поселення у складі Сафакулевського району Курганської області Росії.
Адміністративний центр — село Яланське.
Населення сільського поселення становить 1087 осіб (2017; 1326 у 2010, 1573 у 2002).

## Склад
До складу сільського поселення входять:
| Населений пункт            | Населення, осіб (2002) | Населення, осіб (2010) |
| -------------------------- | ---------------------- | ---------------------- |
| Біле Озеро, присілок       | 407                    | 380                    |
| Калмик-Абдрашево, присілок | 316                    | 254                    |
| Максимовка, присілок       | 146                    | 93                     |
| Яланське, село             | 704                    | 599                    |